# Мореу
Мореу (рум. Morău) — село у повіті Клуж в Румунії. Входить до складу комуни Корнешть.
Село розташоване на відстані 340 км на північний захід від Бухареста, 25 км на північ від Клуж-Напоки.

## Населення
За даними перепису населення 2002 року у селі проживали 84 особи, усі — румуни. Усі жителі села рідною мовою назвали румунську.